# Cassius Troianus

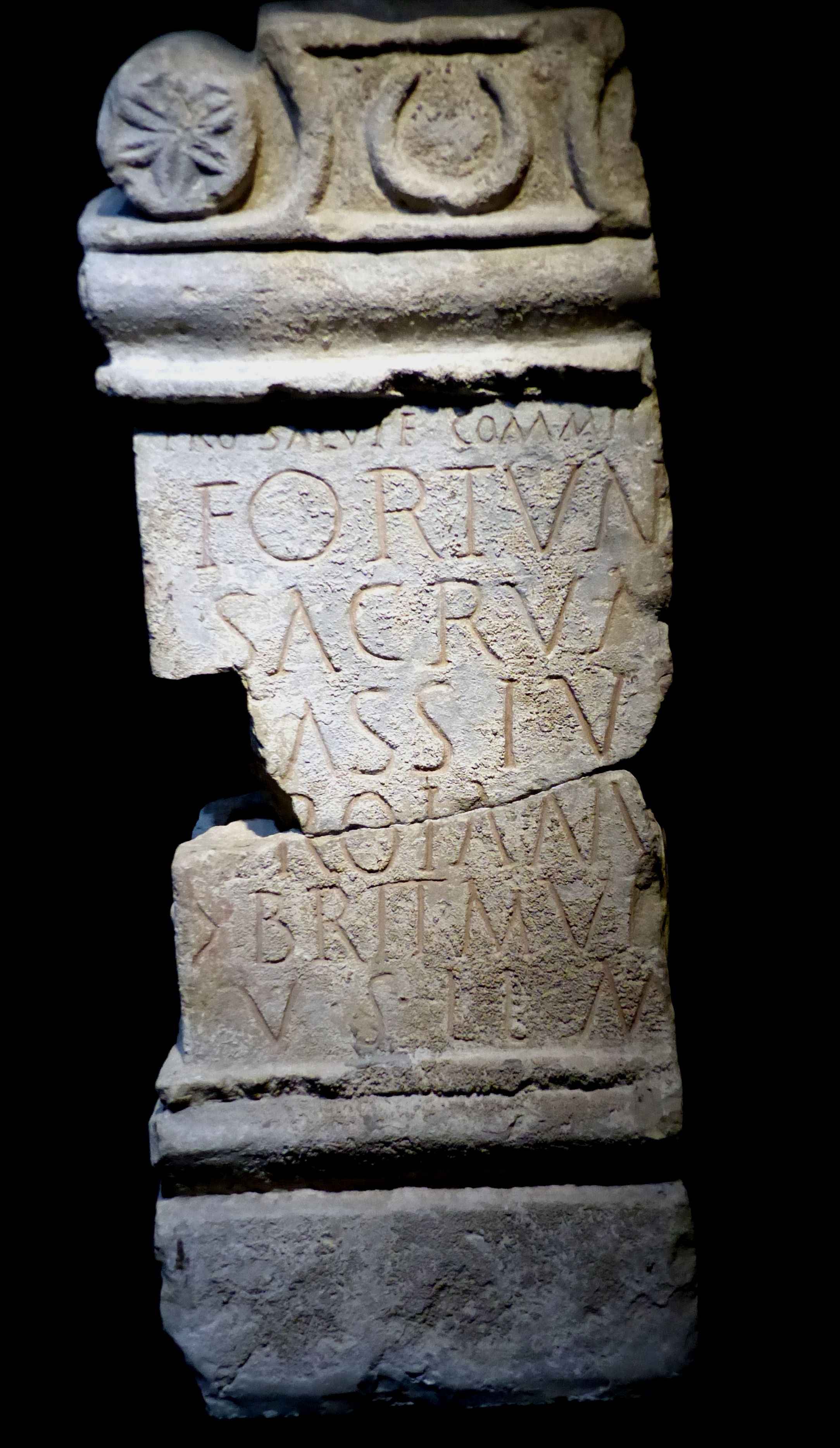
Der Altar mit der Inschrift

Cassius Troianus (sein Praenomen ist nicht bekannt) war ein im 2. Jahrhundert n. Chr. lebender Angehöriger der römischen Armee.
Durch eine Weihinschrift auf einem Altar, der beim Kastell Heilbronn-Böckingen gefunden wurde, ist belegt, dass Troianus Centurio des Numerus Brittonum Murrensium war, der zu diesem Zeitpunkt in der Provinz Germania superior stationiert war. Laut Marcus Reuter war Troianus Centurio einer Abteilung des Numerus, aber nicht der Kommandeur des gesamten Numerus.
Die Inschrift wird bei der Epigraphik-Datenbank Clauss-Slaby auf 131/200 datiert. Marcus Reuter datiert sie in die 1. Hälfte des 2. Jahrhunderts.